# Uranomitra franciae
Uranomitra franciae là một loài chim trong họ Trochilidae.